# Alfred Wegener

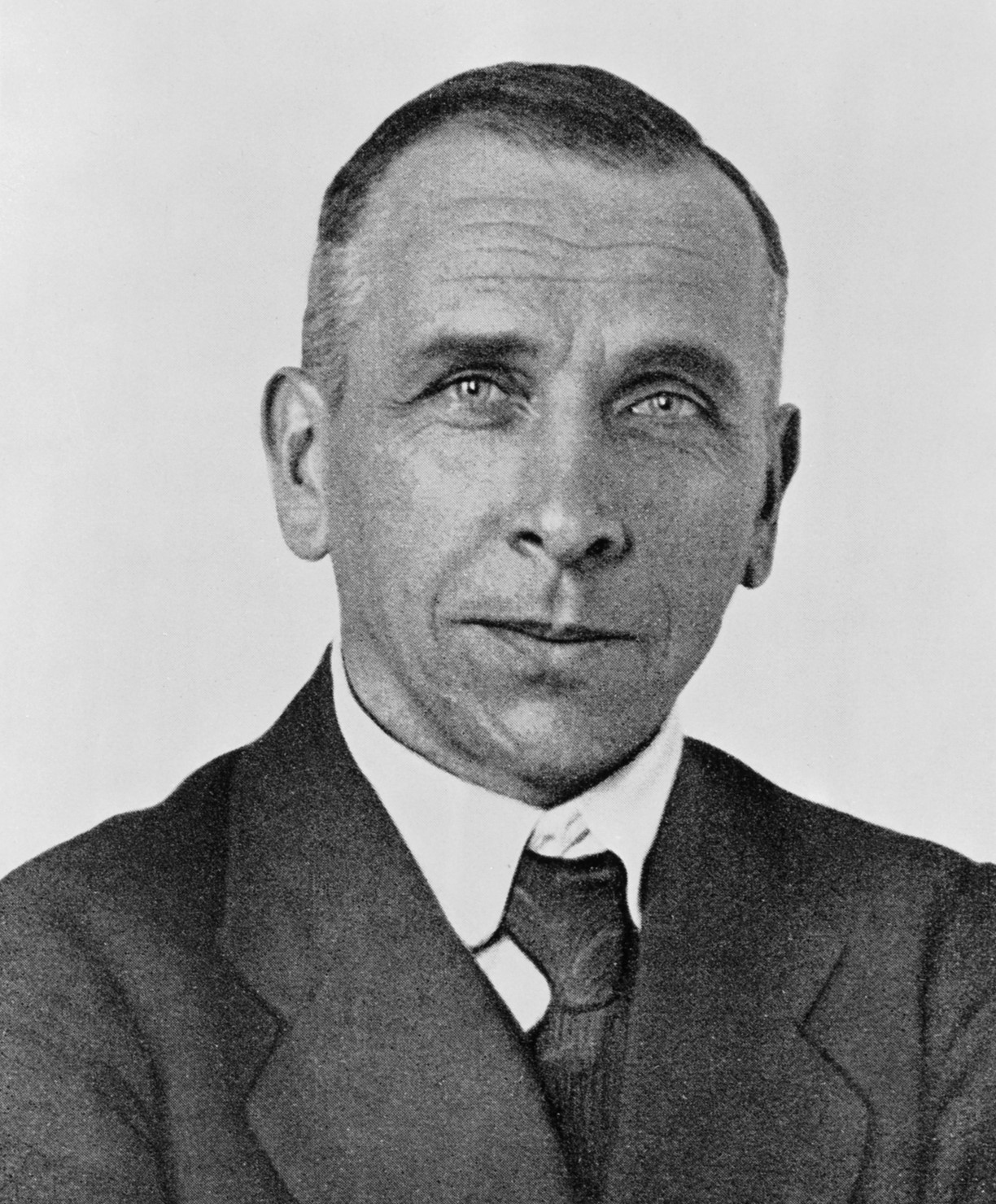
Alfred Wegener.

Alfred Lothar Wegener (1 tháng 11 năm 1880 – 3 tháng 11 năm 1930) là một nhà nghiên cứu khoa học đa lĩnh vực người Đức, ông trở lên nổi tiếng với học thuyết trôi dạt lục địa.
Alfred Wegener là người khởi đầu cho thuyết trôi dạt lục địa được trình bày trong tác phẩm "Sự hình thành của lục địa và đại dương". Ông không ngừng nỗ lực khôi phục vật lý địa cầu, địa lý học, khí tượng học và các bộ môn liên quan đến địa chất, các vấn đề được mổ xẻ phân tích và chuyên môn hoá, kết hợp các phương pháp lại để luận chứng cho thuyết trôi dạt lục địa. Trong quá trình nghiên cứu, Alfred Wegener luôn thể hiện khoa học như một hoạt động tinh mỹ của con người và không phải là cơ chế thu thập tin tức khách quan.
Do trình độ khoa học đương thời còn có nhiều hạn chế nên thuyết trôi dạt lục địa của ông còn thiếu sự kết hợp bổ trợ thích hợp của động lực học vật lý và trái ngược với những lý thuyết chính thống. Nhưng lý thuyết của Alfred Wegener đã vượt qua lý luận của thời đại và khiến chúng ta phải khâm phục. Sau 30 năm, "cấu tạo địa tầng học" đã đến được toàn thế giới, cuối cùng mọi người đã chứng nhận sự đúng đắn trong lý thuyết của Alfred Wegener.

## Sự nghiệp
Wegener sớm được đào tạo trong lĩnh vực thiên văn học, Tiến sĩ thiên văn học tại Đại học Berlin 1904. Ông thích môn khí tượng học mới. Ông cưới con gái của nhà khí hậu và khí tượng học nổi tiếng Wladimir Köppen, một người đã dùng khinh khí cầu mở đường cho việc sử dụng khinh khí cầu thời tiết để theo dõi những khối không khí. Những bài giảng của ông trở thành sách giáo khoa tiêu chuẩn trong khí tượng học, nhiệt động lực học của khí quyển.
Ngày 6/1/1912, Wegener lần đầu tiên đưa ra lý thuyết trôi dạt lục địa trong đó mô tả sự chuyển động của các mảng lục địa lớn khắp bề mặt hành tinh. Các lục địa di chuyển với tốc độ rất chậm. Tuy nhiên, đa số các nhà khoa học đã không tin giả thuyết này của Wegener. Một câu hỏi đặt ra cho họ là sức mạnh thiên nhiên nào có thể di chuyển cả một lục địa? Wegener đã không thể giải thích được điều này và chứng minh của ông đã không đứng vững được cho đến khi ông qua đời vào năm 1930.
Ông có vài cuộc thám hiểm tới Greenland để nghiên cứu tuần hoàn khí quyển những vùng địa lý Nam cực, khi tồn tại một dòng chảy mà bản thân nó đã gây ra tranh cãi gay gắt. Ông đã chết ở đó (Greenland).